# モナリザ・スマイル
『モナリザ・スマイル』（Mona Lisa Smile）は、2003年のアメリカ映画。ジュリア・ロバーツ主演。

## あらすじ
1953年の秋、リベラル志向の美術教師キャサリン・ワトソンは、夢であった名門ウェルズリー大学へ新任した。しかし、米国一保守的といわれる大学で学ぶ学生たちはリベラルから程遠いものだった。キャサリンは絵を通して学生たちを変えようとする。

## キャスト
| 役名                                           | 俳優                           | 日本語吹替 | 日本語吹替 |
| 役名                                           | 俳優                           | ソフト版   | 機内上映版 |
| ---------------------------------------------- | ------------------------------ | ---------- | ---------- |
| キャサリン・ワトソン                           | ジュリア・ロバーツ             | 佐々木優子 | 深見梨加   |
| エリザベス・“ベティ”・ウォーレン（ジョーンズ） | キルスティン・ダンスト         | 中村千絵   | 中村千絵   |
| ジョアン・ブランドウィン（ドニゴール）         | ジュリア・スタイルズ           | 甲斐田裕子 | 魏涼子     |
| ジゼル・レヴィ                                 | マギー・ギレンホール           | 本田貴子   | 浅野まゆみ |
| ナンシー・アビー                               | マーシャ・ゲイ・ハーデン       | 竹村叔子   | 土井美加   |
| コンスタンス・“コニー”・ベイカー               | ジニファー・グッドウィン       | 藤谷みき   | 竹内順子   |
| ビル・ダンバー                                 | ドミニク・ウェスト             | 内田直哉   | 内田直哉   |
| アマンダ・アームストロング                     | ジュリエット・スティーブンソン | 藤生聖子   | 鳳芳野     |
| ポール・ムーア                                 | ジョン・スラッテリー           | 諸角憲一   | 伊藤和晃   |
| ジョスリン・カー学長                           | マリアン・セルデス             | 沢田敏子   | 翠準子     |
| ウォーレン夫人                                 | ドナ・ミッチェル               |            | 磯辺万沙子 |
| エドワード・ストーントン                       | テレンス・リグビー             |            | 石波義人   |
| トミー・ドニーガル                             | トファー・グレース             |            | 坪井智浩   |
| スペンサー・ジョーンズ                         | ジョーダン・ブリッジス         |            | 遠近孝一   |
| チャーリー・スチュアート                       | エボン・モス＝バクラック       |            | 永井誠     |

- ソフト版

その他の日本語吹き替え：有田麻里／村松康雄／前田ゆきえ／川島得愛／加藤悦子／藤井啓輔／鈴木貴征／赤城進／いずみ流衣／遠藤純一／中博史／呉林卓美／青山桐子／田中結子／市川まゆ美
- 機内上映版：スター・チャンネルなどで放送。

鈴木紀子／平尾仁／小池亜希子／渡辺英雄／寺田はるひ／重松朋／井浦愛／根本圭子／前田ゆきえ

## 備考
- 舞台となったウェルズリー大学の卒業生であるヒラリー・クリントンの自伝から着想されたといわれている。その事実に興味を持った脚本家たちは、ウェルズリー大学について詳細なリサーチを行っている。